# بحر جورو
بحر جورو (بالإسبانية: Grau's Sea) هو الاسم الرسمي للمسطح المائي في المحيط الهادئ تحت سيطرة دولة بيرو الواقعة في أمريكا الجنوبية.